# Kamigami no Asobi
Kamigami no Asobi: Ludere deorum (神々の悪戯 lit. El juego de los dioses?) es una novela visual japonesa desarrollada por Nippon Ichi y lanzada por Broccoli. Fue lanzada el 24 de octubre de 2013 para PlayStation Portable. Una adaptación a serie anime dirigida por Tomoyuki Kawamura y producida por el estudio Brain's Base fue anunciada en diciembre de 2013 y estuvo al aire desde el 5 de abril al 21 de junio de 2014. Una secuela, Kamigami no Asobi InFinite (神々の悪戯 InFinite?), fue lanzada el 21 de abril de 2016.

## Argumento
La historia gira en torno a Yui Kusanagi, una joven que es ordenada por Zeus, dios y cabeza de la escuela que él creó, para enseñarles el significado del amor y ser humano a un grupo de jóvenes y hermosos dioses. La razón que tuvo para hacer eso es la de cancelar los efectos negativos de los bonos debilitadores entre el mundo divino y el mundo de los humanos. Yui se encuentra cerca de su graduación y comienza a preocuparse por su futuro, además de ser una chica un poco más tradicional que la mayoría debido a su crianza en un santuario. Ella es elegida como la humana para asistir a una escuela para dioses que se han alejado de los humanos. Yui es ahora responsable de enseñar a los dioses sobre el valor de ser humano y sobre los sentimientos de estos. Para que los dioses no se nieguen, Zeus los priva de sus poderes y solo podrán recuperarlos al graduarse. El problema es que estos se van enamorando poco poco de Yui y son posesivos hacia esta, lo que ocasiona un gran desacuerdo entre estos y sus poderes podrían llegar a eclosionar, lastimando a los demás e incluso a ellos mismos, por lo cual ninguno sería capaz de volver a su mundo hasta entonces.

## Personajes
Yui Kusanagi (草薙 結衣 Kusanagi Yui?)
Voz por: Saori Hayami
Protagonista de la historia. Es una chica de secundaria promedio, hija de un sacerdote. Un día se encuentra una espada mágica que es la que la transporta al jardín en miniatura que creó Zeus. Ella es una chica amable y con carácter. A lo largo de la serie se va ganando a los jóvenes dioses con su maravillosa personalidad.
Apollon Agana Belea (アポロン・アガナ・ベレア Apolon Agana Belea?)
Voz por: Miyu Irino
Es el Dios griego del sol. Es el hijo de Zeus, fundador de la escuela. Parece perfecto en todos los sentidos, un excelente estudiante y deportista dispuesto a todo por otras personas, pero tal vez a causa de todo esto, tiene pocos amigos y se siente solo. 
Hades Aidoneus (ハデス・アイドネウス Hadesu Aidoneusu?)
Voz por: Daisuke Ono
Dios griego del inframundo. A causa de que la mayoría de la gente lo odia (le tiene rencor) por provocar su muerte y recolectar su alma para llevarla al inframundo, posee una marca en el hombro derecho, la cual provoca desgracias a su alrededor. Estas desgracias suceden a menudo por lo que se culpa a él mismo por los hechos mal afortunados (aunque casi siempre sus compañeros lo contradigan para hacerlo sentir mejor).
Tsukito Totsuka (戸塚 月人 Totsuka Tsukito?)
Voz por: Yūto Uemura
Dios japonés de la luna. Sin emociones y ajeno a la mayoría de las cosas, a pesar de que tiene poca ambición, su opinión es muy útil y hará cualquier cosa que le pidan perfectamente. Por la noche observa la luna, en cambio durante el día, si no tiene nada que hacer, va a dormirse inmediatamente.
Takeru Totsuka (戸塚 尊 Totsuka Takeru?)
Voz por: Toshiyuki Toyonaga
Dios japonés del mar y las tormentas. A pesar de parecer perezoso, es realmente muy trabajador. Tiende a tener un mal genio y se apresura a tal punto de alterarse, sin embargo, se mostrará profundamente tolerante a las personas que acepta. Odia ser juzgado por la primera impresión. Es el hermano menor de Tsukito y confía en él incondicionalmente.
Balder Hringhorni (バルドル・フリングホルニ Barudoru Furinguhoruni?)
Voz por: Hiroshi Kamiya
Dios nórdico de la luz. Es muy popular entre los dioses, pero es un poco torpe y olvidadizo. Incluso se cae a menudo durante su actividad favorita, el baile, y a pesar de su elegante apariencia exterior, le gustan "las cosas grotescas" como la carne. Debido a que es el dios de la luz, todas las personas se sienten atraídas hacia él, pero esto es solo un amor falso. A la única humana que no le afecta para nada esto, es a Kusanagi Yui, por lo que Baldr comienza a sentirse atraído hacia ella, al punto de ser completamente posesivo y querer alejarla de Loki, pensando que este está enamorado de ella, cuando este solo quiere alejarla para que no se hagan daño. Debido a que cuando Baldr quiere a alguien profundamente y esta persona lo rechaza o alguien trata de hacerle daño, pierde la conciencia de lo que hace, desatando sus poderes, lastimándose a sí mismo y a lo que está a su alrededor.
Loki Laevatein (ロキ・レーヴァテイン Roki Rēvatein?)
Voz por: Yoshimasa Hosoya
Dios nórdico del fuego. Es caprichoso y audaz, tiene una naturaleza de ser travieso y perverso, de forma consciente hace bromas a los demás. Él es el tipo de persona que se absorbe por completo en las cosas que le interesan. Siempre está construyendo algo sobre todo para hacer bromas, también es bueno mintiendo; no se puede ver a través de sus falsedades. Es amigo de la infancia de Baldr y hermanastro de Thor. A pesar de que la sangre de los Jötnar, una raza de gigantes, la más odiada por los dioses corre por sus venas (por lo cual de pequeño fue siempre dejado de lado), el único que no ignoraba ni despreciaba su presencia fue Baldr. Loki se sintió atraído por ese amor hacia el bien y el mal, por lo que luego explica que Baldr fue quien lo "rescató" de la oscuridad.
Thor Megingjard (トール・メギンギョルズ Tōru Megingyoruzu?)
Voz por: Noriaki Sugiyama
Es el Dios nórdico del trueno. Se lo conoce por ser callado y reservado. Es amigo de la infancia de Baldr y hermanastro de Loki. Generalmente se lo ve con Loki, quien al principio no se disponía a participar en el plan de Zeus, pero gracias a Yui Kusanagi ambos comienzan a participar más con el resto. A pesar de ser amigo de la infancia de Baldr y de Loki, Thor no tiene un lazo tan fuerte como los dos primeros, hasta el punto en el que él ha llegado a admitirlo, pero no tiene resentimiento con ninguno, incluso dice que: "su papel es el de observar" y realmente se siente feliz de tenerlos a ambos. Su relación con Yui no es muy cercana, pero la aprecia al igual que los otros; en la serie se lo ve hablando con ella pocas veces, pero en el último capítulo le confiesa que le alegra haberla conocido, y ella le responde a él y a todos que aun quería hacer muchas cosas con ellos.
Dionisio Thyrsos (ディオニュソス・テュルソス Dionyusosu Tyurusosu?)
Voz por: Hirofumi Nojima
Dios griego de la vegetación. Es el hijo de Zeus y hermano de Apolo. No se involucra demasiado con Yui Kusanagi pero le tiene afecto y cariño. Se lo reconoce principalmente por su cabello rojo oscuro y su fascinación hacia el jugo de uva y vino, tal es su obsesión que cuando Anubis le roba jugo de uva, Dionisio lo persigue llamándolo: "Ladrón de Jugos". Es llamado el ''Borracho'' por parte de Toth.
Thoth Caduceus (トト・カドゥケウス Toto Kadukeusu?)
Voz por: Toshiyuki Morikawa
Dios egipcio de la sabiduría. Un genio que trabaja como profesor en la escuela después de haber sido ordenado por Zeus, pero él no tiene ningún interés en la enseñanza y prefiere pasar su tiempo en la investigación. Es muy confiado y mira hacia abajo a casi todo el mundo. Debido a su conocimiento abrumador, o la capacidad para tomar decisiones, o la confianza absoluta, a menudo ejerce presión sobre los demás.
Anubis Ma'at (アヌビス・マアト Anubisu Maato?)
Voz por: Yūki Kaji
Dios egipcio de la muerte. Habla un lenguaje propio que solo Thoth puede entender (básicamente es "ka, barabara" lo único que dice). Es muy tímido y no se presenta mucho en la escuela, pero se lleva bien con los animales. Debido a su posición como juez de los muertos, ha visto la peor humanidad, por ello es muy reservado y desconfiado de ellos. Sin embargo también es muy ingenuo y una vez que ganan su confianza, es muy abierto.
Zeus Keraunos ( ゼウス・ケラウノス Zeusu Keraunosu?)
Voz por: Hōchū Ōtsuka, Daisuke Sakaguchi (niño)
El Dios griego del trueno y gobernante del Olimpo. Zeus es un ser muy exigente que obtiene lo que quiere con su poder y palabrerío. A pesar de parecer fuerte y tiránico, se preocupa por el futuro de la humanidad y los dioses.
Melissa (メリッサ Merissa?)
Voz por: Tomokazu Seki
Un muñeco creado por Zeus para cuidar de Yui en la escuela. Es un muñeco hecho de trapo amarillo; su ojo derecho es rosado mientras que su ojo izquierdo es verde. Tiene tres marcas en el centro de su frente y su cabeza está atada de forma similar a un saco con una cinta verde con un botón rosado. Melissa es divertido y amable, agradándole enseguida a todos personajes, especialmente a Yui. En el segundo juego se le da una forma humana.
Akira Totsuka (戸塚 陽 Totsuka Akira?)
Voz por: Yūya Uchida
Dios japonés del sol. De apariencia femenina, Akira es el hermano mayor de Tsukito y Takeru. Se muestra frío con Tsukito pero agradable hacia Takeru. Sin embargo, a Takeru no le agrada su tratamiento hacia Tsukito. Se dice que está interesado en los asuntos de los seres humanos.

## Anime

### Lista de episodios
| #  | Título                                      | Estreno             |
| -- | ------------------------------------------- | ------------------- |
| 1  | «La academia prohibida»                     | 5 de abril de 2014  |
| 2  | «Hermosos grilletes»                        | 12 de abril de 2014 |
| 3  | «El conflicto de la brisa del mar»          | 19 de abril de 2014 |
| 4  | «La maldición de Hades»                     | 26 de abril de 2014 |
| 5  | «El corazón imperdonable»                   | 3 de mayo de 2014   |
| 6  | «Los sentimientos de la luz de la luna»     | 10 de mayo de 2014  |
| 7  | «Promesa de los desechos congelados»        | 17 de mayo de 2014  |
| 8  | «La soledad de la luz»                      | 24 de mayo de 2014  |
| 9  | «La prisión oscura de las flores dispersas» | 31 de mayo de 2014  |
| 10 | «Encantador y efímero»                      | 7 de junio de 2014  |
| 11 | «Cadenas del destino»                       | 14 de junio de 2014 |
| 12 | «Separación eterna»                         | 21 de junio de 2014 |